# Liste der Bodendenkmäler in Effeltrich
Auf dieser Seite sind die Bodendenkmäler in der oberfränkischen Gemeinde Effeltrich zusammengestellt. Diese Tabelle ist eine Teilliste der Liste der Bodendenkmäler in Bayern. Grundlage ist die Bayerische Denkmalliste, die auf Basis des Bayerischen Denkmalschutzgesetzes vom 1. Oktober 1973 erstmals erstellt wurde und seither durch das Bayerische Landesamt für Denkmalpflege geführt wird. Die folgenden Angaben ersetzen nicht die rechtsverbindliche Auskunft der Denkmalschutzbehörde.

## Bodendenkmäler in Effeltrich
| Lage       | Objekt | Akten-Nr.     | Bild |
| ---------- | --- | ------------- | ---- |
| (Standort) | Freilandstation des Mesolithikums sowie Siedlung des Jung- bis Endneolithikums | D-4-6332-0028 |      |
| (Standort) | Siedlung des Endneolithikums bzw. der Frühbronzezeit sowie Siedlung der Urnenfelderzeit                                                                                            | D-4-6332-0029 |      |
| (Standort) | Höhensiedlung vor- und frühgeschichtlicher Zeitstellung auf dem „Hetzleser Berg“ mit Abschnittsbefestigung vorgeschichtlicher Zeitstellung und des frühen Mittelalters             | D-4-6332-0049 |      |
| (Standort) | Siedlung des Neolithikums sowie Einzelfund eines spätpaläolithischen Steingerätes                                                                                                  | D-4-6332-0139 |      |
| (Standort) | Freilandstation des Mesolithikums und Siedlung vor- und frühgeschichtlicher Zeitstellung                                                                                           | D-4-6332-0144 |      |
| (Standort) | Siedlung vorgeschichtlicher Zeitstellung | D-4-6332-0151 |      |
| (Standort) | Freilandstation des Mesolithikums und Siedlung vorgeschichtlicher Zeitstellung | D-4-6332-0167 |      |
| (Standort) | Siedlung vor- und frühgeschichtlicher Zeitstellung | D-4-6332-0183 |      |
| (Standort) | Untertägige Bauteile der St.-Georgs-Kirche und der Kirchhofbefestigung des späten Mittelalters, Fundamente von Vorgängerbauten sowie Körpergräber des Mittelalters und der Neuzeit | D-4-6332-0184 |      |
| (Standort) | Freilandstation des Mesolithikums und Siedlung des Neolithikums | D-4-6332-0186 |      |
| (Standort) | Archäologische Befunde des Mittelalters und der frühen Neuzeit im Bereich der katholischen Filialkirche St. Vitus von Gaiganz                                                      | D-4-6332-0187 |      |